# Ernestina Edem Appiah
Pour les articles homonymes, voir Appiah.
Ernestina Edem Appiah, née en 1977, est une entrepreneure sociale ghanéenne. Elle fonde le Ghana Code Club en tant que programme après l'école pour apprendre aux enfants à écrire des programmes informatiques. Elle fait partie de la liste des BBC 100 Most Inspirational Women  en 2015.

## Biographie
Ernestina Edem Appiah, née en 1977, est sélectionnée parmi la liste des femmes les plus inspirantes de la British Broadcasting Corporation en 2015 ; elle est la seule femme ghanéenne à avoir figuré sur la liste cette année-là,. Elle fonde le Ghana Code Club (en) en tant qu'entreprise sociale non gouvernementale qui « enseigne aux enfants des compétences en programmation informatique ». Elle travaille avec des enseignants en technologies de l'information et de la communication dans les écoles de base pour développer des programmes qui peuvent permettre aux enseignants d'apprendre aux enfants à « créer des jeux informatiques, des animations et sites Internet ».
Ernestina Edem Appiah est une assistante virtuelle de formation et a, à un moment donné, sa propre entreprise d'assistance virtuelle. En 2007, elle fonde sa première ONG, Healthy Career Initiative, comme moyen de partager et d'encadrer les filles dans les TIC. Cela donne naissance aux fondations du Ghana Code Club.